# Швидкісна дорога S19 (Польща)
Швидкісна дорога S19 — швидкісна дорога, що будується у східній частині країни між пунктом перетину кордону з Білоруссю в Кузниці Білостоцькій та кордоном зі Словаччиною в Барвінеку. Його загальна довжина оцінюється приблизно в 570 км. Маршрут, окрім ділянки Кузниця Білостоцька-Білосток повністю є частиною маршруту «Віа Карпатія».

## Існуючі ділянки
Ділянка довжиною: 3,5 км; введена в експлуатацію 14 лютого 2011 року як DK 19, після того, як роботи неодноразово переривалися. Відповідно до нової траси S19 ця ділянка не є частиною швидкісної дороги. 24 серпня 2009 року Міністерство інфраструктури оприлюднило проєкт, а 20 жовтня Рада Міністрів прийняла Постанову про внесення змін до Постанови про мережу автомобільних доріг і швидкісних доріг, якою змінено курс швидкісної дороги № 19 у с. околиці Білостока, оминувши Книшинську пущу по трасі Хорощ – Книшин з півночі – Корицин – Соколка.
Проте 9 березня 2020 року ГДДКіА також подала заявку на отримання екологічного рішення щодо траси дороги S19 по старій дорозі, включно з об’їзною Василькова. Порівняно з т. зв великим обходом Книшинського лісу — від Соколки через Соколяни, Янув і Коричин до Книшина — це найкоротший варіант між Соколки та Білостоком. Веде від Соколки через Чарну Білостоцьку до Добжинево Дуже, через Варту, Чарну Білостоцьку (через Книшинський ліс). 1 жовтня 2021 року Білостоцьке відділення GDDKiA повідомило про видачу RDOŚ в Білостоці екологічного рішення для ділянки дороги S19 на ділянці Соколка-Добжинево Дуже.